# ایمان احمد عبدالعاطی
ایمان احمد عبدالعاطی (۹ سپتامبر ۱۹۸۰–۲۵ سپتامبر ۲۰۱۷) سنگین‌وزن‌ترین زن زنده جهان و دومین زن سنگین‌وزن در جهان (بعد از کارول یگر) بود. وزن اولیه وی ۵۰۰ کیلوگرم ذکر شده.

## زندگی شخصی
عبدالعاطی مصری بود و در اسکندریه زندگی می‌کرد. خانواده وی گفته‌اند که او در هنگام تولد ۵ کیلوگرم وزن داشت و از مشکل تیروئید رنج می‌برد، مجبور شد ترک تحصیل کند.

## درمان
در فوریه ۲۰۱۷، عبدالعاطی برای مداوا توسط گروهی از پزشکان به مرکز Muffazal Lakdawala در هند مراجعه کرد. درمان وی توسط جراحی چاقی موفقیت‌آمیز بود. در این عمل یک پزشک متابولیسم، یک پزشک سینه، کاردیولوژیست، جراح قلب، دو جراح باکتریایی، دو intensivist و سه متخصص بیهوشی حضور داشتند. او در بمبئی چند ماه دیگر نیز ماند، هدف این بود که با دو عمل و در سه سال و نیم آینده، وزن او را به کمتر از ۱۰۰ کیلوگرم کاهش دهند.
او حدود ۳۲۵ کیلوگرم پس از درمان در هند از دست داد، او در ۴ مه ۲۰۱۷ هند را به مقصد امارات متحده عربی برای درمان طولانی‌مدت ترک کرد. پزشکانی که او را معالجه می‌کردند گفتند او از یک مشکل قلبی نیز رنج می‌برده و زخم بستر نیز داشته‌است، او توسط تیمی از ۲۰ پزشک در بیمارستان برجیل ابوظبی تحت درمان قرار گرفت.

## مرگ
ماهان نزاشت بخورتش